# ハイブリッドπモデル
ハイブリッドπモデルは、バイポーラトランジスタおよび電界効果トランジスタの小信号解析に使用される一般的な回路モデルである。  1969年にLJ Giacolettoによって導入されたため、 Giacolettoモデルとも呼ばれる 。 このモデルは、低周波回路の動作を非常に正確に表すことができる。また、適切な電極間容量や他の寄生要素を追加することで、高周波回路にも容易に適応できる。 

## バイポーラトランジスタのモデル
バイポーラトランジスタのハイブリッドπモデルは、小信号ベース-エミッタ間電圧{\displaystyle \scriptstyle v_{\text{be}}}と小信号コレクタ-エミッタ間電圧{\displaystyle \scriptstyle v_{\text{ce}}}を独立変数、小信号ベース電流{\displaystyle \scriptstyle i_{\text{b}}}と小信号コレクタ電流{\displaystyle \scriptstyle i_{\text{c}}}を従属変数としてバイポーラトランジスタを線形近似した二端子対回路である。 

### バイポーラトランジスタのモデルパラメータ
バイポーラトランジスタの基本的な簡易ハイブリッドπモデルを図1に示す。  各パラメータは以下の通りである。 

図1：低周波におけるバイポーラトランジスタの簡易ハイブリッドπモデル

#### 相互コンダクタンス
{\displaystyle g_{\text{m}}=\left.{\frac {i_{\text{c}}}{v_{\text{be}}}}\right\vert _{v_{\text{ce}}=0}={\frac {I_{\text{C}}}{V_{\text{T}}}}}
ただし、
- {\displaystyle \scriptstyle I_{\text{C}}\,}：直流コレクタ電流
- {\displaystyle \scriptstyle V_{\text{T}}~=~{\frac {kT}{e}}}：熱電圧であり常温（295K)では、おおよそ25mV（ただし、{\displaystyle \scriptstyle k}：ボルツマン定数、{\displaystyle \scriptstyle e}：電気素量、{\displaystyle \scriptstyle T}：トランジスタの絶対温度）

#### 入力抵抗
{\displaystyle r_{\pi }=\left.{\frac {v_{\text{be}}}{i_{\text{b}}}}\right\vert _{v_{\text{ce}}=0}={\frac {V_{\text{T}}}{I_{\text{B}}}}={\frac {\beta _{0}}{g_{\text{m}}}}}
ただし、 
- {\displaystyle \scriptstyle I_{\text{B}}}：直流ベース電流
- {\displaystyle \scriptstyle \beta _{0}~=~{\frac {I_{\text{C}}}{I_{\text{B}}}}\,}：エミッタ接地時の直流電流増幅率（一般に、 hパラメータモデルにおいてh FEとして表される。各トランジスタに固有のパラメータであり、一般的にデータシートに記載されている。）

#### 出力抵抗
{\displaystyle r_{\text{o}}~=~\left.{\frac {v_{\text{ce}}}{i_{\text{c}}}}\right\vert _{v_{\text{be}}=0}~=~{\frac {1}{I_{\text{C}}}}\left(V_{\text{A}}\,+\,V_{\text{CE}}\right)~\approx ~{\frac {V_{\text{A}}}{I_{\text{C}}}}}
ただし、
- {\displaystyle \scriptstyle V_{\text{A}}}：アーリー電圧
- {\displaystyle \scriptstyle V_{\text{ce}}}：コレクタ-エミッタ間直流電圧

### その他のパラメータ

#### 出力コンダクタンス
出力コンダクタンス g ceは、出力抵抗r oの逆数である。 
{\displaystyle g_{\text{ce}}={\frac {1}{r_{\text{o}}}}}

#### トランスレジスタンス
トランスレジスタンスr mは、相互コンダクタンスの逆数である。 
{\displaystyle r_{\text{m}}={\frac {1}{g_{\text{m}}}}}

### 高周波モデル

高周波におけるハイブリッドπモデル

高周波モデルは仮想端子B 'の導入により、ベース拡がり抵抗r bb （ベース電極とエミッタ下のベースの活性領域との間のバルク抵抗）およびr b' e （ベース領域での少数キャリアの再結合を補うために必要なベース電流を表すための抵抗）を別々に表現することができる。  Ｃ eはベース内の少数キャリア蓄積を表す拡散容量である。 

## MOSFETのモデル

### MOSFETのモデルパラメータ
MOSFETの基本的な簡易ハイブリッドπモデルを図2に示す。  各パラメータは以下の通りである。 

図2：低周波におけるMOSFETの簡易ハイブリッドπモデル

#### 相互コンダクタンス
{\displaystyle g_{\text{m}}=\left.{\frac {i_{\text{d}}}{v_{\text{gs}}}}\right\vert _{v_{\text{ds}}=0}}
相互コンダクタンス{\displaystyle g_{\text{m}}}は次のようにShichman-Hodgesモデルを用いて計算される。 
{\displaystyle g_{\text{m}}={\frac {2I_{\text{D}}}{V_{\text{GS}}-V_{\text{th}}}}}
ただし、 
- {\displaystyle \scriptstyle I_{\text{D}}}：直流ドレイン電流
- {\displaystyle \scriptstyle V_{\text{th}}}：しきい値電圧
- {\displaystyle \scriptstyle V_{\text{GS}}}：ゲート-ソース間直流電圧

これらを組み合わせた以下のパラメータが用いられることもある。 
{\displaystyle V_{\text{ov}}=V_{\text{GS}}-V_{\text{th}}}
このパラメータはオーバードライブ電圧と呼ばれる。 

#### 出力抵抗
{\displaystyle r_{\text{o}}=\left.{\frac {v_{\text{ds}}}{i_{\text{d}}}}\right\vert _{v_{\text{gs}}=0}}
出力抵抗{\displaystyle r_{\text{o}}}はチャネル長変調に依存するものであり、次のようにShichman-Hodgesモデルを用いて計算される 。 
{\displaystyle {\begin{aligned}r_{\text{o}}&={\frac {1}{I_{\text{D}}}}\left({\frac {1}{\lambda }}+V_{\text{DS}}\right)\\&={\frac {1}{I_{\text{D}}}}\left(V_{E}L+V_{\text{DS}}\right)\approx {\frac {V_{E}L}{I_{\text{D}}}}\end{aligned}}}
ここでは、以下に示すチャネル長変調係数λの近似を用いている。 
{\displaystyle \lambda ={\frac {1}{V_{E}L}}}
ここで、 V Eはフィッティング係数（ 65 nmプロセスの場合は約4 V /μm）であり、 Lはチャネル長を表す。 